# Mouloud Mammeri
Mouloud Mammeri, född 28 december 1917 i Taourirt-Mimoun i Kabylien, Algeriet, död 26 februari 1989 i en bilolycka nära Aïn Defla, var en algerisk författare, poet, antropolog och lingvist. Mouloud Mammeri University of Tizi-Ouzou är uppkallat i författarens ära.

### Romaner
- "La Colline oubliée", Paris, Plon, 1952, 2nde édition, Paris, Union Générale d’Éditions, S.N.E.D., col. 10/18, 1978 (ISBN 2-264-00907-1); Paris, Folio Gallimard, 1992 (ISBN 2-07-038474-8).
- "Le Sommeil du juste", Paris, Plon, 1952, 2nde édition, Paris, Union Générale d’Éditions, S.N.E.D., col. 10/18, 1978 (ISBN 2-264-00908-X).
- L'opium et le bâton: roman. (1965/1992). Paris: Éditions La Découverte. ISBN 2-7071-2086-3.
- "La Traversée", Paris, Plon, 1982, 2nde édition, Alger, Bouchène, 1992.

### Noveller
- « Ameur des arcades et l’ordre », Paris, 1953, Plon, « La table ronde », N°72.
- « Le Zèbre », Preuves, Paris, N° 76, Juin 1957, PP. 33–67.
- « La Meute », Europe, Paris, N°567-568, Juillet-Août 1976 .
- « L’Hibiscus », Montréal, 1985, Dérives N°49, PP. 67–80.
- « Le Désert Atavique », Paris, 1981, quotidien Le Monde du 16 Août 1981.
- « Ténéré Atavique », Paris, 1983, Revue Autrement N°05.
- « Escales », Alger, 1985, Révolution africaine; Paris, 1992, La Découverte (ISBN 2-7071-2043-X).

### Dramatik
- « Le Foehn ou la preuve par neuf », Paris, PubliSud, 1982, 2nde édition, Paris, pièce jouée à Alger en 1967 .
- « Le Banquet », précédé d’un dossier, la mort absurde des aztèques, Paris, Librairie académique Perrin, 1973.
- « La Cité du soleil », sortie en trois tableaux, Alger, 1987, Laphomic, M. Mammeri : Entretien avec Tahar Djaout, pp. 62–94.

### Översättning
- Les Isefra av Mohand ou Mohand, till franska. (1969). Paris: F. Maspero. OCLC 186896.
- Poèmes kabyles anciens, till franska. (1980). Paris: F. Maspero. ISBN 2-7071-1150-3.
- « L ‘Ahellil du Gourara », Paris, M.S.H., 1984 (ISBN 2-7351-0107-X).
- « Yenna-yas Ccix Muhand », Alger, Laphomic, 1989.
- « Machaho, contes berbères de Kabylie », Paris, Bordas.
- « Tellem chaho, contes berbères de Kabylie », Paris, Bordas, 1980.

### Grammatik och lingvistik
- « Tajerrumt n tmazight (tantala taqbaylit) », Paris, Maspéro, 1976.
- Précis de grammaire berbère (kabyle) (på franska). (1987). Paris: Editions AWAL. ISBN 2-906659-00-2.
- « Lexique français-touareg », i samarbete med J.M. Cortade, Paris, Arts et métiers graphiques, 1967.
- « Amawal Tamazight-Français et Français-Tamazight », Imedyazen, Paris, 1980.
- « Awal », cahiers d’études berbères, sous la direction de M. Mammeri, 1985–1989, Paris, Awal